# La Candelaria
La Candelaria é uma localidade da cidade de Bogotá.